# Magyar Általános Kőszénbánya Részvénytársaság
A Magyar Általános Kőszénbánya Részvénytársaság Borsod vármegyében működő kisebb szénbányák megvásárlása révén 1891-ben alakult meg. 1895-ben közreműködésével elsőként a Hazai Üvegipari Részvénytársaság létesült Sajószentpéteren.
Miután 1896-ban felfedezték a tatai szénmedencét, majd miután megszerezték az Esztergom-környéki bányákat; megkezdődött a vállalat nagyarányú kibontakoztatása is. Mivel működésének legfontosabb területe a Dunántúl lett, 1910-ben borsodi bányáit átadta a Borsodi Szénbányák Részvénytársaság néven megalakult leányvállalatának, majd az első világháború után üzleti tevékenységét a mész- és cementiparra is erőteljesen kiterjesztette. Érdekeltségi körébe vont több mészművet és cementgyárat is, majd a világgazdasági válság után magába is olvasztotta őket. Ez irányú tevékenysége magyarázza az 1920-as években a bauxitbányászatba való részvételét is. Többek között részt vett az 1925-ben megalakult Mész- és Műhabarcsárusitó Részvénytársaság létesítésében is. A Cement-, és Mész- Kartell egyik legerőteljesebb vállalata  lett.